# 固城镇 (礼县)
固城镇，原为固城乡，是中华人民共和国甘肃省陇南市礼县下辖的一个乡镇级行政单位。2018年3月撤乡设镇。区划代码改为621226115。

## 行政区划
固城镇下辖以下地区：
井儿村、西山村、芦化村、单坝村、新林村、李台村、北河村、芦山村、苟河村、固城村、南坪村、吊沟村、朱磨村、小麦村、草滩村、尖山村、林山村和张家村。